# دوناتيلا أجوستينيلي
دوناتيلا أجوستينيلي (من مواليد 3 أبريل 1974) هي سياسية إيطالية من حركة الخمس نجوم وعضو في الهيئة التشريعية السابعة عشر للجمهورية الإيطالية وتعمل في لجنة العدل.

## الحياة المهنية
بصفتها عضوًا في حركة الخمس نجوم فازت في الانتخابات العامة الإيطالية لعام 2013، وأصبحت عضوًا في مجلس النواب الإيطالي. وهي عضو في لجنة العدل التابعة للغرفة، وكانت عضوًا في لجنة برلمانية تم تشكيلها للتحقيق في مقتل أحد المسلحين. وهي نائب رئيس لجنة فاليسينا للصحة والبيئة. واحتجت على تحويل مصنع السكر إلى معمل لتكرير الديزل الحيوي وأعربت عن قلقها إزاء النفقات الباهظة للهيئات الإدارية الإقليمية. كما شاركت في جلسة استماع عقدتها لجنة النقل في مجلس النواب. في أعقاب زلازل وسط إيطاليا في يناير 2017 تساءلت عن الاستجابة البطيئة التي أظهرتها البيروقراطية في أعمال الإغاثة.